# 不成问题的问题 (电影)
《不成问题的问题》（英語：Mr. No Problem）是2016年中國黑白電影，是梅峰首次執導的電影，由范伟、殷桃、张超、蒋中炜演出，改編自老舍1943年的短篇小說，描述抗戰時期大後方一個農場的故事。范伟获得第53屆金馬獎最佳男主角，梅峰和黃石獲得金馬獎最佳改編劇本。

## 獎項及提名
| 獎項                               | 類別         | 名字       | 結果 |
| ---------------------------------- | ------------ | ---------- | ---- |
| 第11屆亞洲電影大獎                 | 最佳男主角   | 范偉       | 提名 |
| 第11屆亞洲電影大獎                 | 最佳攝影     | 朱津京     | 提名 |
| 第53屆金馬獎                       | 最佳男主角   | 范偉       | 獲獎 |
| 第53屆金馬獎                       | 最佳改編劇本 | 梅峰、黃石 | 獲獎 |
| 第7届北京国际电影节                | 最佳男主角   | 范偉       | 獲獎 |
| 第7届北京国际电影节                | 最佳编剧     | 梅峰、黃石 | 獲獎 |
| 上海國際電影節電影頻道傳媒關注單元 | 最佳男配角   | 張超       | 獲獎 |

## 外部連結
- 開眼電影網上《不成問題的問題》的資料（繁體中文）
- 时光网上《不成问题的问题》的資料（简体中文）
- 豆瓣电影上《不成问题的问题》的資料 （简体中文）
- 互联网电影数据库（IMDb）上《不成问题的问题》的资料（英文）